# Галкбанк (чоловічий волейбольний клуб)
«Галкбанк» (тур. Halk Bankası Spor Kulübü) — турецький волейбольний клуб з Анкари.

## Історія
Клуб створений 21 липня 1983 року. Є одним з найбільш титулованих турецьких клубів.

## Досягнення
- чемпіон Туреччини — 1991-92, 1992-93, 1993-94, 1994-95, 1995-96, 2013-14, 2015-16, 2016-17.
- віце-чемпіон Туреччини — 1996-97, 2004-05, 2007-08, 2012-13, 2014-15.
- Володар Кубка Туреччини — 1991-92, 1992-93, 1995-96, 2012-13, 2013-14, 2014-15.
- Фіналіст Кубка Туреччини — 1996-97, 2016-17.
- Володар Суперкубка Туреччини — 2013, 2014, 2015.
- Володар Кубка Європейської конфедерації волейболу — 2012-13.
- Бронзовий призер Кубка Європейської конфедерації волейболу — 2006-07.
- Срібний призер Ліги чемпіонів ЄКВ — 2013-14.

## Колишні гравці
- Андрій Сидоренко

## Колишні теренери
- Лоренцо Бернарді